# جورج آکلز
جورج آکلز (انگلیسی: George Ackles؛ زادهٔ ۴ ژوئیهٔ ۱۹۶۷) بازیکن بسکتبال اهل ایالات متحده آمریکا است.